# Pallasiola pamirica
Pallasiola pamirica là một loài bọ cánh cứng trong họ Chrysomelidae. Loài này được Mandl miêu tả khoa học năm 1968.